# Riley Elf
Der Riley Elf und der Wolseley Hornet waren Kleinwagen, die auf dem Mini basierten und 1961 von der BMC  auf den Markt gebracht wurden. „Elf“ bedeutet im Deutschen Elfe, „Hornet“ Hornisse.

## Mark I
Der Riley Elf Mark I, bzw. Wolseley Hornet Mark I, entsprach dem Mini von Austin oder Morris, hatte jedoch einen angesetzten Kofferraum, einen größeren Kühlergrill und andere Heckleuchten. Der Motor des Frontantriebsfahrzeuges entsprach dem der anderen Minis, quer eingebauten 4-Zylinder-Reihenmotoren mit 848 cm³ Hubraum und 34 bhp (25 kW) Leistung. Die Fahrzeuge erreichten 112–115 km/h. 

## Mark II
1963 kamen der Riley Elf Mark II und der Wolseley Hornet Mark II. Im Unterschied zur ersten Serie hatte der Riley innenliegende Türscharniere (der Wolseley hatte noch außenliegende) und beide besaßen größere Motoren mit 998 cm³ Hubraum und 38 bhp (28 kW). Ihre Höchstgeschwindigkeit lag bei 121 km/h.

## Mark III
1966 erschienen der Riley Elf Mark III und der Wolseley Hornet Mark III. Sie hatten die gleiche Mechanik wie ihre Vorgänger, aber Hydrolastic-Federungen (Gummifedern und hydraulischer Nickausgleich).
Der Riley Elf wurde 1969 eingestellt, womit der Name Riley aus dem Kreis der Autohersteller verschwand. Der Wolseley Hornet wurde noch bis 1970 gebaut.